# Ectatoderus tubulatus
Ectatoderus tubulatus is een rechtvleugelig insect uit de familie Mogoplistidae. De wetenschappelijke naam van deze soort is voor het eerst geldig gepubliceerd in 1912 door Rehn & Hebard.